# Homalopsinus verrucifer
Homalopsinus verrucifer es una especie de coleóptero de la familia Attelabidae.

## Distribución geográfica
Habita en Sudáfrica.